# Shamsa
I islamisk kunst er en shamsa (persisk : شمسه shamseh, arabisk : شمسة shums) en kompliceret dekoreret roset eller medaljon, der bruges i mange sammenhænge, herunder manuskripter, tæpper, dekorativt metalarbejde og arkitektoniske dekorationer som på indersiden af en kuppel. Shamsaen kan tage en række overordnede former fra cirkler til stjerner. Navnet betyder "lille sol", som en diminutiv af shams, det arabiske ord for "sol", og værket er ofte stiliseret som en udstrålende sol. Shamsæn er kendetegnet ved de gentagende motiver, der findes i islamisk kunst, såsom brugen af geometriske blomster- eller vegetabilske former i et gentaget design kendt som en arabesk. Arabesker bruges ofte til at symbolisere Guds transcendente, udelelige og uendelige natur og som med andre mønstre og former for islamisk kunst har shamsaen også en religiøs betydning, såsom at symbolisere enhed under Gud.
Shamsa er også et kvindeligt fornavn på arabisk og urdu.

## Bogens kunst
I persiske manuskripter bestod den første side traditionelt af en oval roset eller en medaljon, hvor der over og under var indtegnet ornamenterede kartoucher og palmetter. Shamsaen tog en række symmetriske former, såsom en otte- eller tolvspidset stjerne, med arabesk- eller blomstermotiver. Det centrale panel indeholdt en inskription. som kunne være manuskriptets ejer, forfatteren til værket, værkets titel eller nogle gange en dedikation. Små shamsaer kunne også fremgå af teksten margin, et antal i centret indikerede fem eller ti vers.
Shamsæn er et omhyggeligt designet maleri, der repræsenterer mange måneders arbejde af kalligrafen, som var en specielt uddannet mester i disse kunstarter. Mughal-shamsaerne afviger fra de lignende rosetter, afbilledet i de persiske manuskripter, ved at have et element af tredimensionalitet og en præference for varme farver. Eksemplet til højre viser frontispicet til Kevorkian Albummet, en muraqqa eller et album udarbejdet af Shah Jahan, kejser fra 1628 til 1658, da Mogulriget nåede sit kulturelle højdepunkt. Albummet indeholder omkring halvtreds malerier, billeder og eksempler på kalligrafi, hovedsagelig skabt under protektion af Shah Jahan. Shamsaet måler 38,6 gange 26,5 cm og blev udført omkring 1645. Designet indeholder fantastiske blomster, bånd, insekter og fugle. Det er tegnet med blæk på papir og malet i opake akvareller og indeholder flere nuancer af guld. Indskriften i det centrale panel lyder "Hans majestæt Shihabuddin Muhammad Shahjahan, Kongen, Troens Kriger, må Gud fortsætte sit rige og suverænitet". Dette album er en del af en samling islamisk kunst, der holdes af Metropolitan Museum of Art i New York.
Den samme kunstner ser ud til at have produceret to sammenlignelige shamsaer i en anden af Shah Jahans store manuskripter, Windsor Padshahnama. Der findes en række lignende kejserlige album med shamsaer som frontstykker, især i samlinger, der opbevares af Metropolitan Museum of Art, Los Angeles County Museum of Art, Victoria and Albert Museum i London og Chester Beatty Library i Dublin.
Denne udskårne elfenbensplade bærer signaturen fra en ellers ukendt håndværker, Muhammad Talib Gilani. Pladen kommer sandsynligvis fra Shah Isma'ils første cenotaf, som menes at være bestilt til hans grav i Ardabil-helligdommen af sin enke, Tajlu Khanum, eller af hans søn, Shah Tahmasp. Cenotafens overdådigt trædekoration inkluderer elfenben, ibenholt og strimler af knogle eller elfenben farvet i en række forskellige farver.